# Lac Barombi Mbo
Pour les articles homonymes, voir Barombi et Mbo.
Le lac Barombi Mbo est un lac de cratère situé au Cameroun, dans la région du Sud-Ouest, près de Kumba.

## Géographie

### Faune

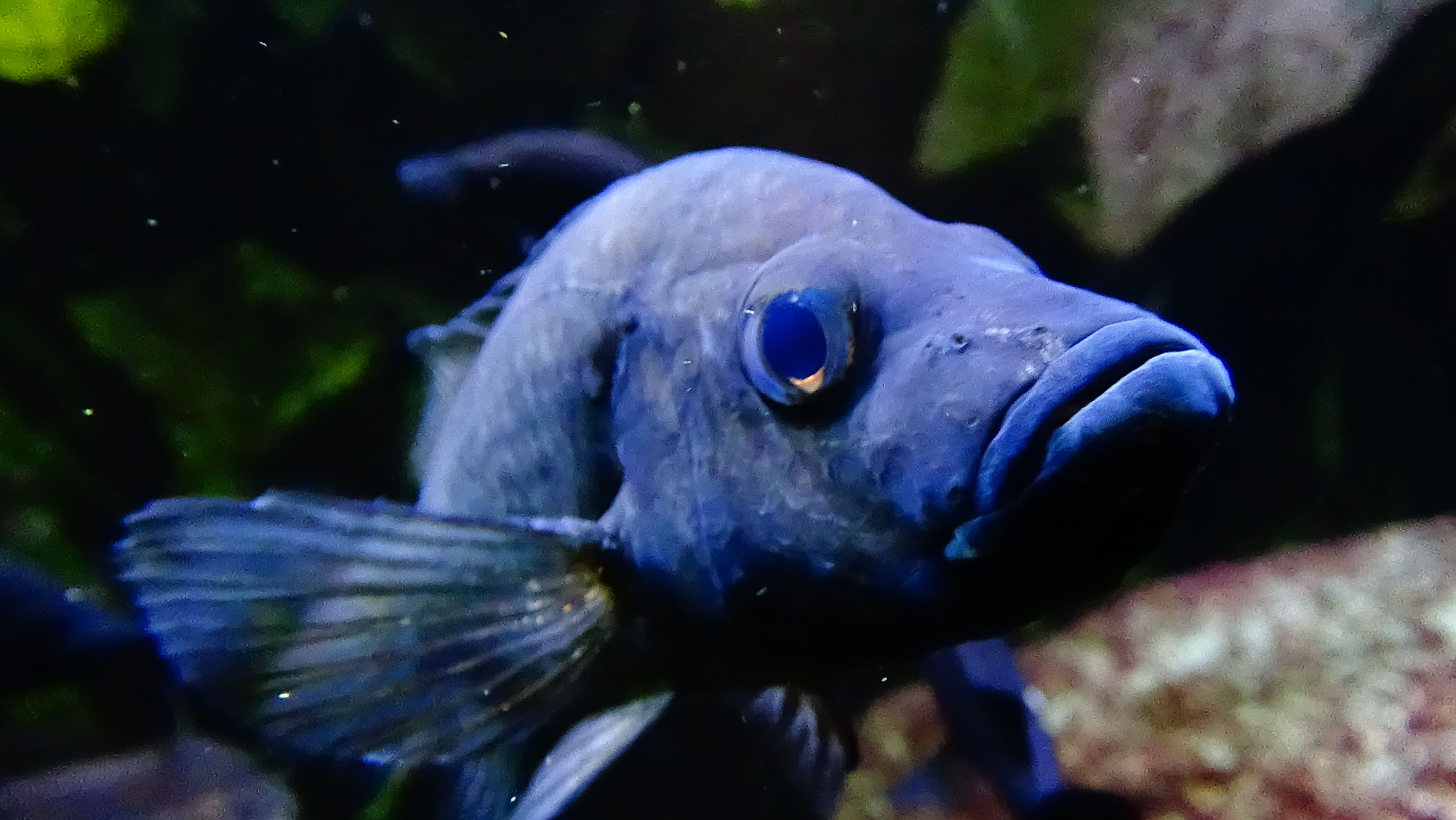
Stomatepia pindu péché dans le lac Barombi Mbo

Le lac Barombi Mbo héberge notamment une douzaine d'espèces de poissons de la famille des cichlidés. Toutes sont des espèces endémiques de l'Afrique. Les genres et espèces présentes sont notamment :
- Konia dikume
- Myaka myaka
- Pungu maclareni
- Sarotherodon caroli, linellii et lohbergeri
- Stomatepia pindu, mariae et mongo

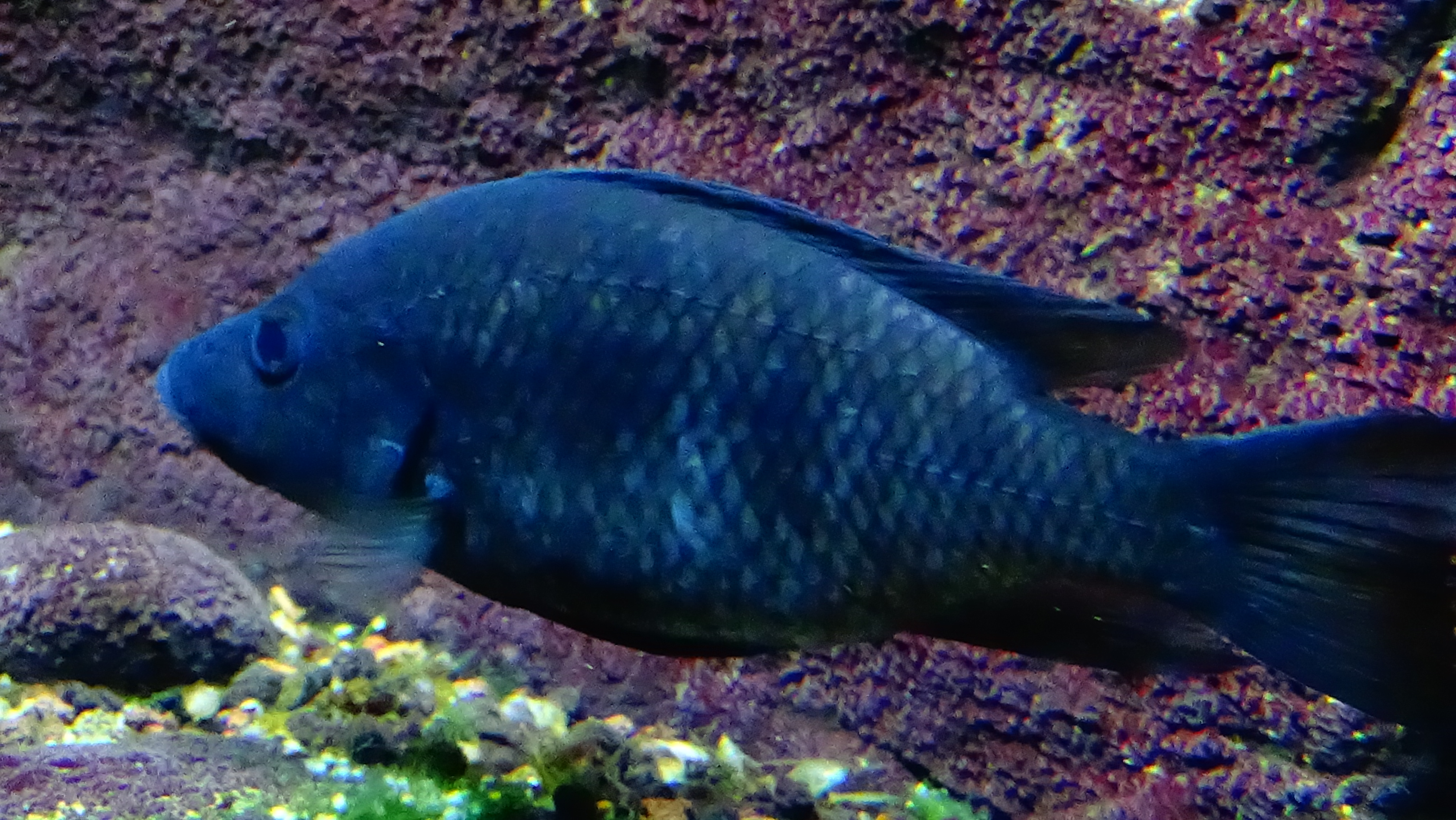
Stomatepia pindu exemple de poisson cichlidae rencontré dans le lac Barombi Mbo

Au moins une espèce de Siluriformes:
- Clarias maclareni

## Occupation humaine
Dans les environs du lac Barombi Mbo résident différents groupes ethniques dont les Konabembé et les Baka.

## Protection environnementale
Le lac a été désigné en tant que site Ramsar le 8 octobre 2006.

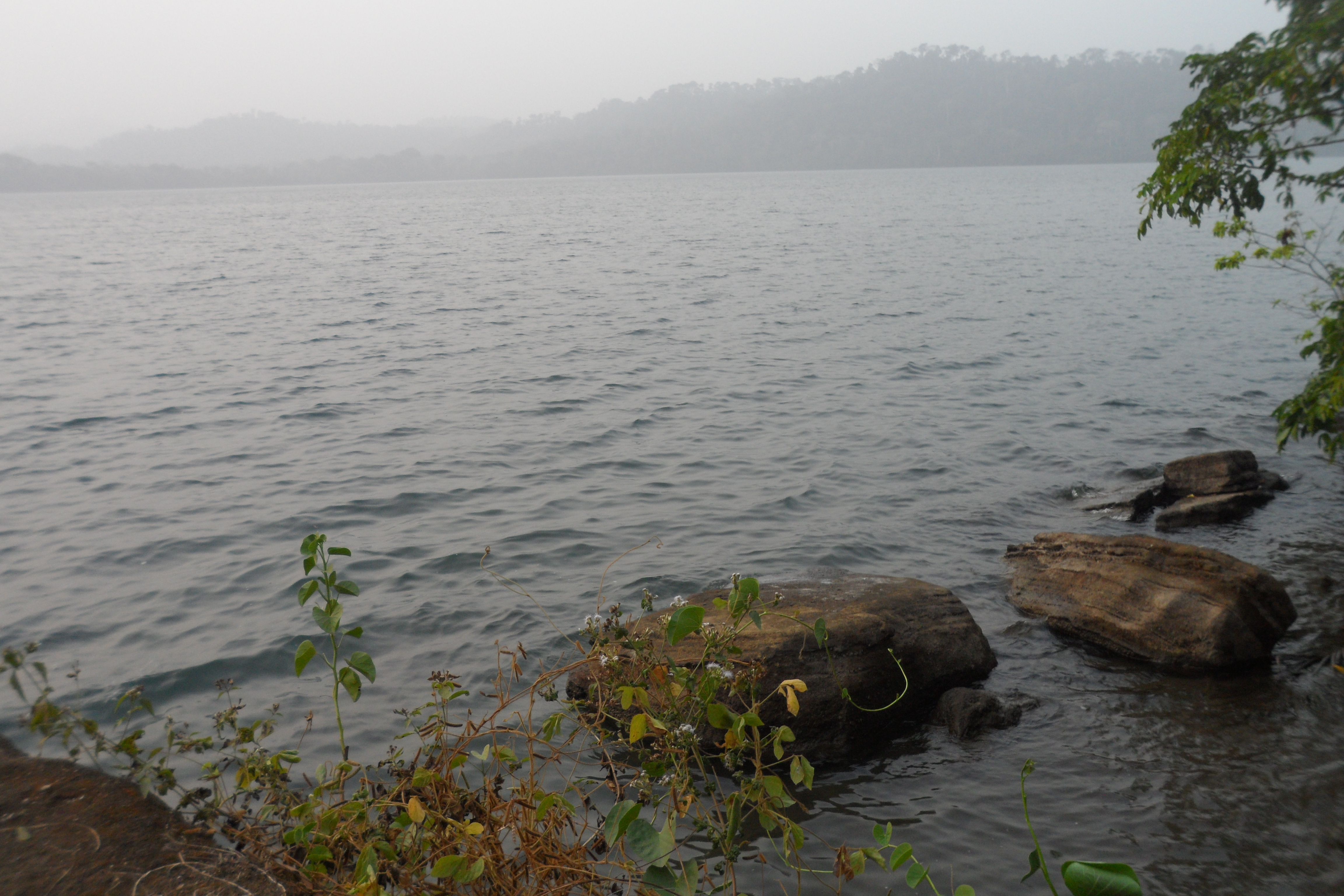
Lac Barombi, Lac Cratère
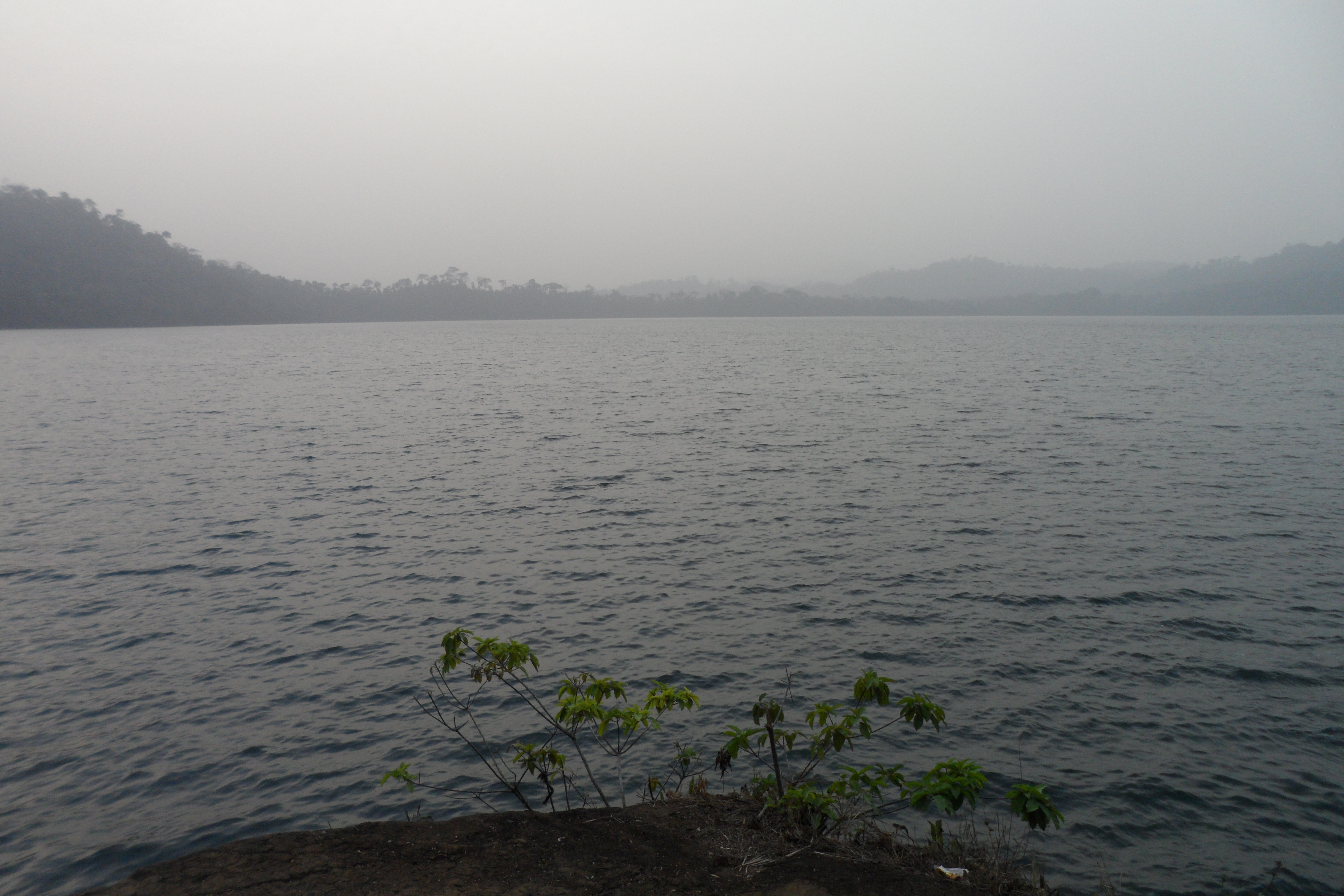
Lac Barombi

## Philatélie
En 1985, la République unie du Cameroun a émis un timbre de 60 F représentant le lac Barumbi à Kumba.

### Articles connexes

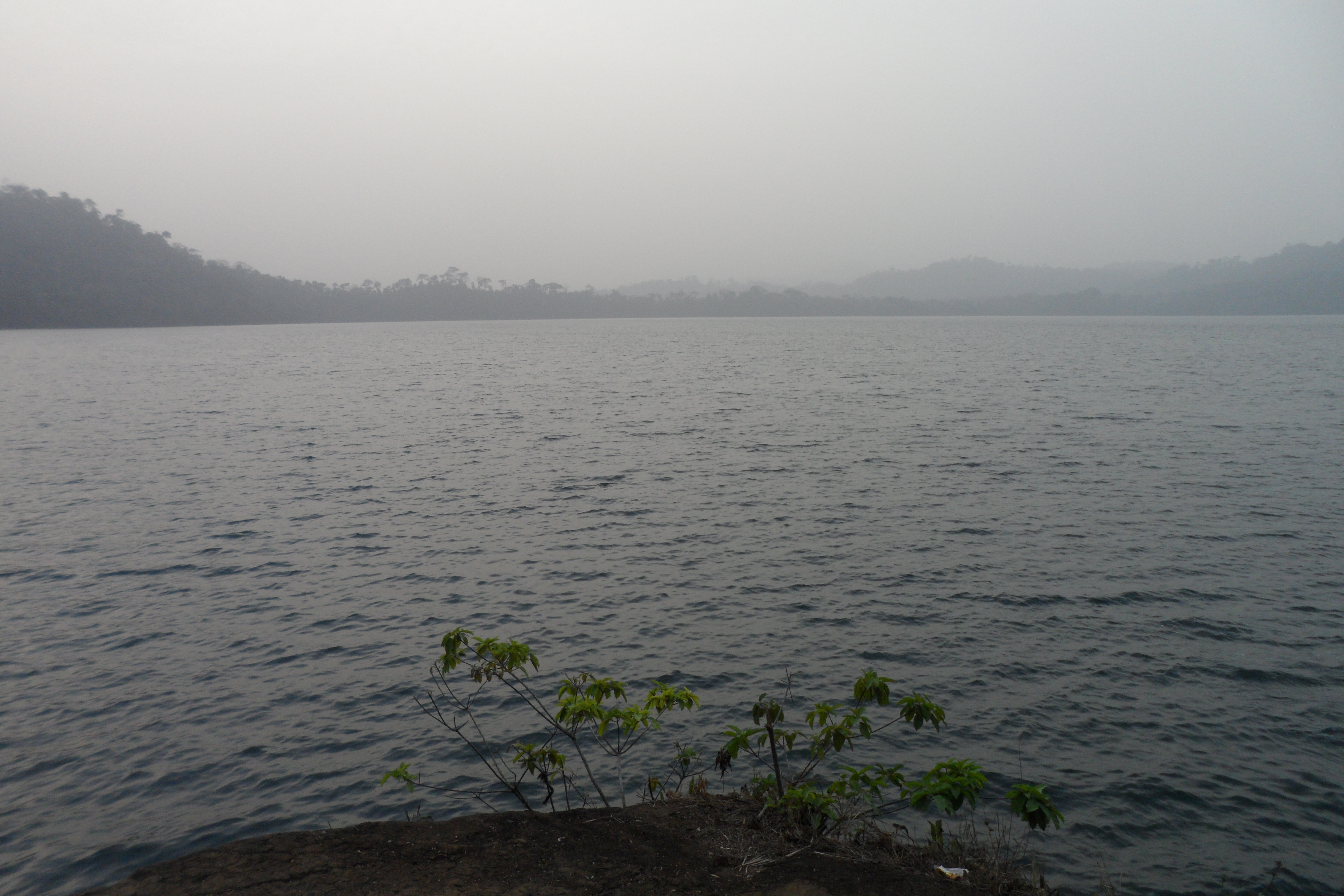
Vue panoramique du lac Barombi à Kumba au Cameroun

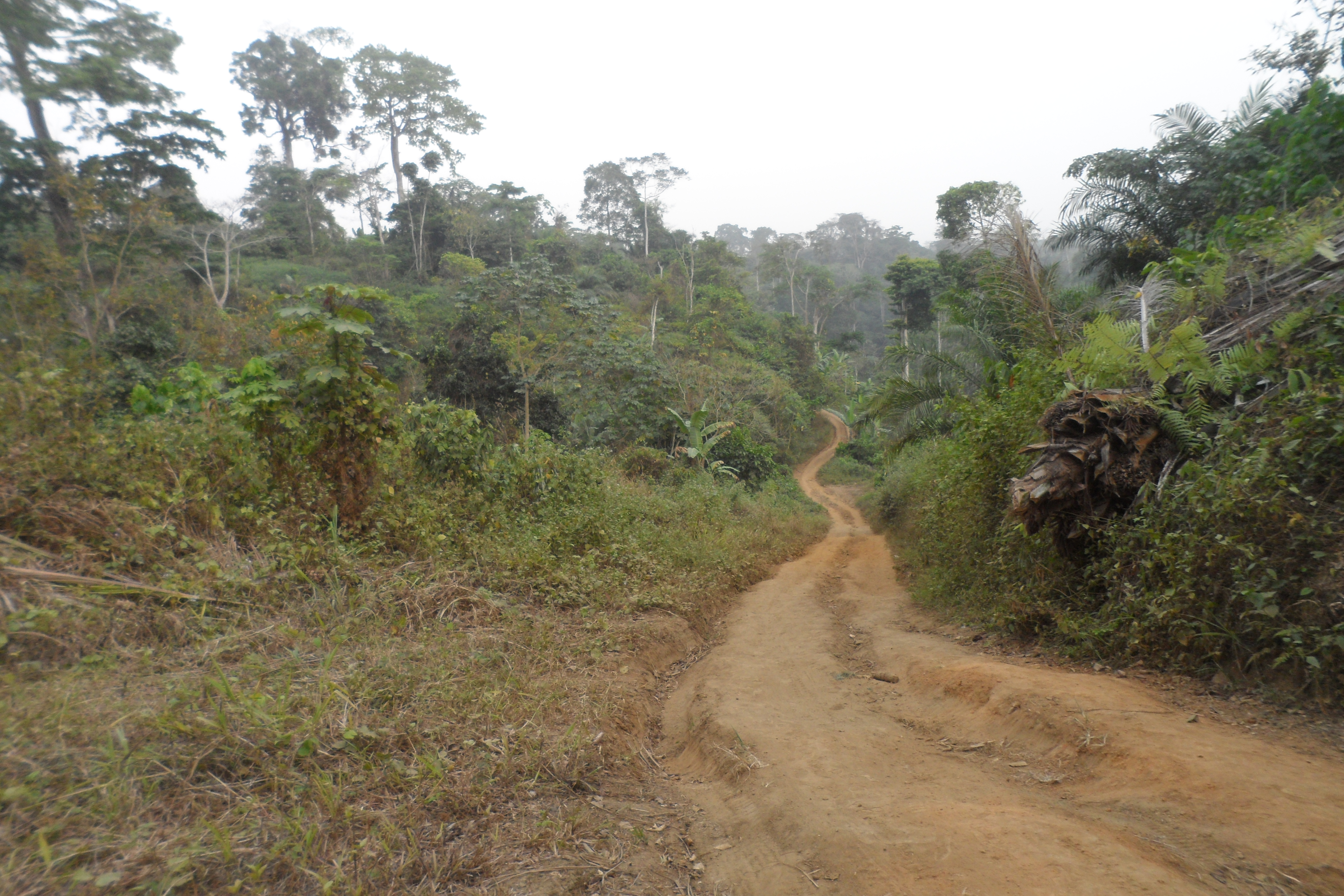
Réserve forestière du lac Barombi à Kumba au Cameroun